# Умбеллиферон
Умбеллиферон (7-гидроксикумарин, скимметин) — желтоватые кристаллы, хорошо растворимые в этаноле, хлороформе и уксусной кислоте, плохо растворим в воде и диэтиловом эфире.
Умбеллиферон впервые был обнаружен в растениях семейства Umbelliferae зонтичные, откуда и получил своё название. Содержится в значительном числе видов растений и является ключевым метаболитом в биосинтезе различных природных кумаринов, пиранокумаринов и фурокумаринов.

## Синтез и свойства
Классический метод синтеза умбеллиферона — конденсация Пехмана яблочной кислоты и резорцина в присутствии серной кислоты, реакция идет через декарбоксилирование in situ яблочной кислоты с образованием формилуксусной кислоты, которая затем реагирует с резорцином
Подобно другим кумаринам, умбеллиферон интенсивно поглощает в ультрафиолетовой области, поглощение усиливается при образовании фенолята, который обуславливает ярко-голубую флуоресценцию щелочных растворов умбеллиферона, благодаря чему он используется в качестве кислотно-основного флуоресцентного индикатора при рН 6,5—8,0.

## Нахождение в природе и биосинтез
Умбеллиферон в достаточно значительных количествах содержится в растениях семейств зонтичных, сложноцветных и подсемейства рутовых; может быть выделен из продуктов сухой перегонки зонтичных растений родов Ferula, Angelica и Heracleum. Кроме свободного умбеллиферона в растениях содержатся его гликозиды и его простые эфиры с сексвитерпеновыми спиртами («терпеновые кумарины», преимущественно в растениях рода Ferula).
Биосинтез идет по фенилпропаноидному пути из фенилаланина, из которого синтезируется коричная кислота, подвергающаяся гидроксилированию в положение 4 под действием фермента циннамат-4-гидрокислазы. Образующаяся в результате p-кумаровая кислота гидроксилируется по положению 2 при катализе циннамит/кумарат-2-гидроксилазы с образованием 2,4-дигидроксикумаровой (умбелловой) кислоты. Внутримолекулярное ацилирование 2-гидроксигруппы карбоксилом умбелловой кислоты приводит к образованию лактона — умбеллиферона:
  {\displaystyle {\xrightarrow {PAL}}}  {\displaystyle {\xrightarrow {C4H}}}  {\displaystyle {\xrightarrow {C2H}}}  {\displaystyle \longrightarrow } 